# سمكة عظائية
السمكة العظائية (الاسم العلمي: Saurichthys)، وهي جنس منقرض من أسماك شعاعيات الزعانف المفترسة عاشت خلال العصر الثلاثي.
تم العثور على أحافير السمكة العظائية في جميع القارات باستثناء أمريكا الجنوبية وأنتاركتيكا. وقد كانت تسكن في بيئتي المياه البحرية والعذبة. وتم العثور على أقدم أحافير السمكة العظائية من «تشكيل ووريد كريك» في شرق غرينلاند.